# Trabajo de mierda
Un trabajo de mierda o pseudotrabajo es un trabajo asalariado innecesario o sin sentido que el trabajador está obligado a fingir que tiene un propósito. Encuestas realizadas en el Reino Unido y los Países Bajos indican que alrededor del 40% de los trabajadores considera que su trabajo se ajusta a esta descripción.
El concepto fue acuñado por el antropólogo David Graeber en un ensayo de 2013 en la revista Strike, On the Phenomenon of Bullshit Jobs, y lo desarrolló en su libro Bullshit Jobs de 2018.
Graeber también formuló el concepto de tontería, donde un trabajo previamente significativo se convierte en un trabajo de mierda a través de la corporativización, la comercialización o el gerencialismo. Esto se ha aplicado a la academia, que Graeber y otros sostienen que ha sido engañada por la expansión de las funciones gerenciales y el trabajo administrativo causada por las reformas educativas neoliberales, contribuyendo a la erosión de la libertad académica.

## Lectura adicional
- Your Call Is Important to Us: The Truth About Bullshit por Laura Penny